# Vărădia de Mureș
Vărădia de Mureș is een Roemeense gemeente in het district Arad.
Vărădia de Mureș telt 1867 inwoners.

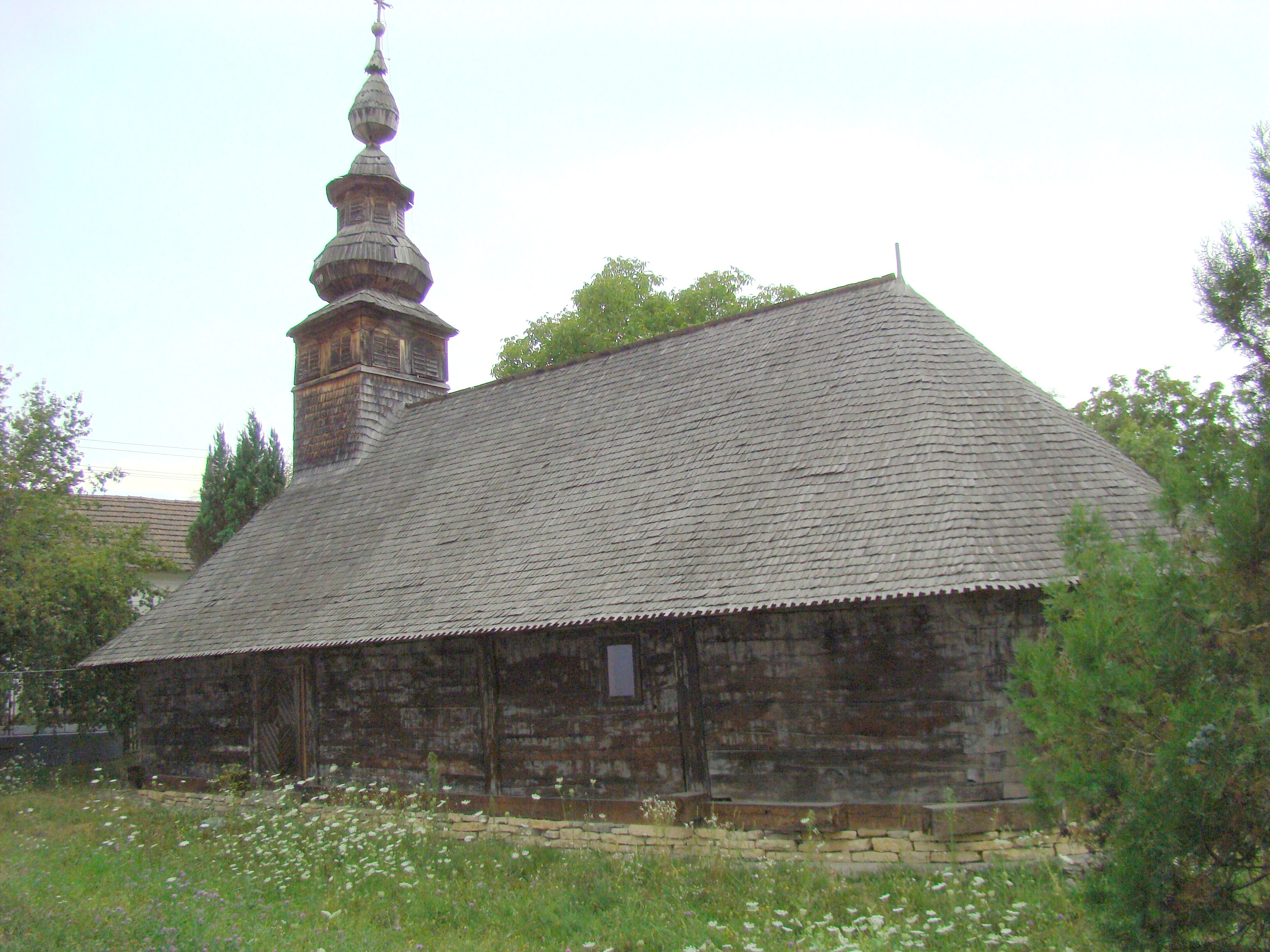
Ususău